# Dasyerrus pilosus
Dasyerrus pilosus – gatunek chrząszcza z rodziny kózkowatych i podrodziny zgrzypikowych. Jedyny przedstawiciel rodzaju Dasyerrus.

## Zasięg występowania
Gatunek ten występuje na Małych Wyspach Sundajskich.